# Ingebrigt Johansson

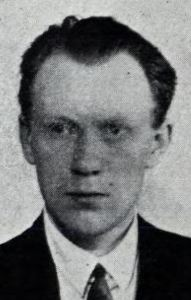
Ingebrigt Johansson (1904–1987)

Ingebrigt Johansson (*  24. Oktober 1904 in Narvik; † 24. April 1987 in Oslo) war ein norwegischer Mathematiker, Logiker und Hochschullehrer.

## Leben und Laufbahn
Johansson wurde am 24. Oktober 1904 in Narvig, Norwegen geboren. Seine Eltern waren der Maurer Isak Johansson (1849–1941) und Gjertrud Kletten (1865–1948). 1941 heiratete er Gidske Jacoba Schult (1908–1994). Er starb am 24. April 1987 in Oslo, Norwegen.
Johansson studierte in den Jahren 1923–1928 Mathematik an der Universität Oslo. Danach war er zu weiterführendem Studium in Bonn und Frankfurt am Main. Im Jahre 1931 erlangte er die Promotion zum Dr. phil. für seine Dissertation „Topologische Untersuchungen über unverzweigte Überlagerungsflächen“.
1931 wurde er wissenschaftlicher Mitarbeiter an der  Universität Oslo, wo er dann im Jahre 1942 zum Professor berufen wurde. Er trat die Professur 1946 an. Ingebrigt Johansson war zwischen 1935 und 1946 Präsident der Norwegischen Mathematischen Gesellschaft. Vom Jahre 1937 an war er Mitglied der Norwegischen Akademie der Wissenschaften.
Johansson war engagiert im Bereich der mathematischen Didaktik und experimentierte mit neuen Lehrmethoden und Prüfungsformen. Darüber hinaus verfasste er mehrere Lehrbücher und arbeitete an einer Reform des Curriculums der mathematischen Fakultät an der Universität Oslo.

## Wissenschaftliche Leistungen
Johanssons wissenschaftliche Forschungstätigkeit erstreckte sich auf mehrere Teilgebiete der Mathematik, betraf in der Hauptsache jedoch die Gebiete der Geometrie, der Topologie und der mathematischen Logik:
- In der Geometrie gab Johansson eine geometrische Deutung der Quaternionen[6] und untersuchte die Laguerre-Geometrie.[7]
- In der Topologie arbeitete er über das Dehnsche Lemma.[8]
- In seiner Dissertation bewies er, dass die Fundamentalgruppe einer nichtkompakten Fläche immer eine freie Gruppe sein muss. Eine Anwendung dieses Resultats ist ein topologischer Beweis des Satzes von Nielsen-Schreier, dass Untergruppen freier Gruppen immer freie Gruppen sind.

Besonders hervorzuheben sind seine Leistungen auf dem Gebiet der  Intuitionistischen Logik. Hier gilt er als Begründer des sogenannten Minimalkalküls.